# برايان هيل (حكم كرة قدم)
برايان هيل (بالإنجليزية: Brian Hill)‏ هو حكم كرة قدم بريطاني، ولد في 29 أبريل 1947 في Wellingborough ‏ في المملكة المتحدة.